# 14. ceremonia wręczenia nagród Gildii Aktorów Ekranowych
14. ceremonia wręczenia nagród Gildii Aktorów Ekranowych za rok 2007, odbyła się 27 stycznia 2008 roku w Shrine Exposition Center w Los Angeles. Galę transmitowała stacja TNT. Nagrody przyznawane są za wybitne osiągnięcia w sztuce aktorskiej w minionym roku.
20 grudnia 2007 roku w Los Angeles’ Pacific Design Center’s Silver Screen Theater Jeanne Tripplehorn i Terrence Howard ogłosili nominacje do tegorocznych nagród.
Najwięcej nagród filmowych otrzymał film braci Coen To nie jest kraj dla starych ludzi − dwie z trzech nominacji. W kategoriach telewizyjnych triumfował serial Rodzina Soprano, która odebrała wszystkie trzy nagrody w których był nominowany.
Daniel Day-Lewis swoją nagrodę dedykował zmarłemu przedwcześnie Heath Ledgerowi.

## Laureaci i nominowani
Laureaci nagród wyróżnieni są wytłuszczeniem

### Produkcje kinowe

#### Wybitny występ aktora w roli pierwszoplanowej
- Daniel Day-Lewis − Aż poleje się krew
  - George Clooney − Michael Clayton
  - Ryan Gosling − Miłość Larsa
  - Emile Hirsch − Wszystko za życie
  - Viggo Mortensen − Wschodnie obietnice

#### Wybitny występ aktorki w roli pierwszoplanowej
- Julie Christie − Daleko od niej
  - Cate Blanchett − Elizabeth: Złoty wiek
  - Marion Cotillard − Niczego nie żałuję – Edith Piaf
  - Angelina Jolie − Cena odwagi
  - Ellen Page − Juno

#### Wybitny występ aktora w roli drugoplanowej
- Javier Bardem − To nie jest kraj dla starych ludzi
  - Casey Affleck − Zabójstwo Jesse’ego Jamesa przez tchórzliwego Roberta Forda
  - Hal Holbrook − Wszystko za życie
  - Tommy Lee Jones − To nie jest kraj dla starych ludzi
  - Tom Wilkinson − Michael Clayton

#### Wybitny występ aktorki w roli drugoplanowej
- Ruby Dee − Amerykański gangster
  - Cate Blanchett − I’m Not There
  - Catherine Keener − Wszystko za życie
  - Amy Ryan − Gdzie jesteś, Amando?
  - Tilda Swinton − Michael Clayton

#### Wybitny występ zespołu aktorskiego w filmie kinowym
- To nie jest kraj dla starych ludzi
  - Wszystko za życie
  - Amerykański gangster
  - 3:10 do Yumy
  - Lakier do włosów

#### Wybitny występ zespołu kaskaderskiego w filmie kinowym
- Ultimatum Bourne’a
  - 300
  - Jestem legendą
  - Królestwo
  - Piraci z Karaibów: Na krańcu świata

### Produkcje telewizyjne

#### Wybitny występ aktora w miniserialu lub filmie telewizyjnym
- Kevin Kline − Jak wam się podoba
  - Michael Keaton − Firma – CIA
  - Oliver Platt − The Bronx is Burning
  - Sam Shepard − Ruffian
  - John Turturro − The Bronx is Burning

#### Wybitny występ aktorki w miniserialu lub filmie telewizyjnym
- Queen Latifah − Life Support
  - Anna Paquin − Pochowaj me serce w Wounded Knee
  - Debra Messing − Życie po falstarcie
  - Ellen Burstyn − Mitch Albom’s For One More Day
  - Vanessa Redgrave − The Fever
  - Gena Rowlands − Gdyby słońce było Bogiem

#### Wybitny występ aktora w serialu dramatycznym
- James Gandolfini − Rodzina Soprano
  - Michael C. Hall − Dexter
  - Jon Hamm − Mad Men
  - Hugh Laurie − Dr House
  - James Spader − Orły z Bostonu

#### Wybitny występ aktorki w serialu dramatycznym
- Edie Falco − Rodzina Soprano
  - Glenn Close − Układy
  - Sally Field − Bracia i siostry
  - Holly Hunter − Ocalić Grace
  - Kyra Sedgwick − Podkomisarz Brenda Johnson

#### Wybitny występ aktora w serialu komediowym
- Alec Baldwin − Rockefeller Plaza 30
  - Steve Carell − Biuro
  - Ricky Gervais − Statyści
  - Jeremy Piven − Ekipa
  - Tony Shalhoub − Detektyw Monk

#### Wybitny występ aktorki w serialu komediowym
- Tina Fey − Rockefeller Plaza 30
  - Christina Applegate − Kim jest Samantha?
  - America Ferrera − Brzydula Betty
  - Mary-Louise Parker − Trawka
  - Vanessa Williams − Brzydula Betty

#### Wybitny występ zespołu aktorskiego w serialu dramatycznym
- Rodzina Soprano
  - Mad Men
  - Chirurdzy
  - Podkomisarz Brenda Johnson
  - Orły z Bostonu

#### Wybitny występ zespołu aktorskiego w serialu komediowym
- Biuro
  - Brzydula Betty
  - Ekipa
  - Rockefeller Plaza 30
  - Gotowe na wszystko

#### Wybitny występ zespołu kaskaderskiego w serialu telewizyjnym
- 24 godziny
  - Herosi
  - Zagubieni
  - Rzym
  - Jednostka

### Nagroda za osiągnięcia życia
- Charles Durning